# Paul Génestin
Paul Génestin , de son vrai nom Paul Édouard Florent Génestin, adjudant à la 53e compagnie  d’Aérostiers à Bois d'Arcy, est un constructeur automobile  né le 1er février 1881 à Fourmies et mort le 24 novembre 1934 à Casablanca au Maroc.

## Biographie
Fils d'un marchand de meubles, il construit ses premières voitures à partir de pièces détachées en provenance de diverses épaves. Il fonde ensuite la  Société Anonyme des Automobiles P. Génestin en 1922. Il construit une centaine de véhicules dans son garage dans les années 1920, et ses machines gagnent en notoriété dans le Nord de la France et en Belgique.
Après plusieurs années de fabrication et de succès dans des courses locales, la petite société ferme ses portes fin 1929 en raison de la concurrence de la production industrielle et du faible soutien des banques. Paul Génestin part donc travailler au Maroc où, blessé à la suite d'un incident en remontant un moteur, il meurt de septicémie en 1934.